# 亨利·奥普诺
亨利·奥普诺（法語：Henri Hoppenot；1891年10月25日—1977年8月10日）是一名法国外交官，曾在1955年到1956年任法属印度支那的全权代表，也是最后担任这一职务的人。他还在1952-1955担任过法籍联合国安全理事会主席。
1914年8月他开始在外交部新闻处工作，他与亚历克西斯·莱杰（后来的圣琼·佩斯）成了好友，他们保持了超过60年的友谊。当他们加入这个部门时，这里已经有外交官作家：让·季洛社，保罗·莫朗和保罗·克洛岱尔。 他曾为达律斯·米约的歌曲作词。1917年他担任法國駐瑞士大使館的专员。他与海伦娜·德拉库尔结婚。1938年担任外交部欧洲局副局长。他於1940年時出任法國駐烏拉圭全权公使，联合自由法国，负责领导駐美國華盛頓特區的武官代表团文职部门。1943年，他經由委任成为共和国临时政府驻美国代表。从1945到1952年，在8个月的职位空缺后，他担任法国驻瑞士大使，旨在恢复这两个国家间的信任，得到从1944年至1953年任法国驻日内瓦总领事的泽维尔·戴高乐辅助。
1951年，他成为伯尔尼美术博物馆的名誉会员。在1952年至1955年他是法国在联合国安理会的常驻代表。1955年至1956年担任法国在印度支那的全权代表。从1956年至1964年，他是法国最高行政法院的成员。